# Il Velino
il Velino/AGV News è stata un'agenzia di stampa italiana con sede a Roma.

## Storia
Fu fondata il 3 novembre 1998 dall'ex senatore Lino Jannuzzi, che ha ispirato il nome dell'agenzia, e dai giornalisti Roberto Chiodi e Stefano de Andreis. In principio forniva un servizio agli abbonati che prevedeva l'invio di una newsletter via fax con indiscrezioni dal Palazzo. Con la diffusione di Internet e della posta elettronica, l'agenzia ha convertito tutti i suoi prodotti in newsletter via email e abbonamenti ai notiziari tramite accesso all'area riservata del sito.
Lino Jannuzzi è stato direttore editoriale della testata dal 1999 al 2002. Per un periodo di circa 3 anni (dal 2007 al 2010) anche l'ex radicale, nonché portavoce del Popolo delle Libertà, Daniele Capezzone è stato a capo della testata, con Maurizio Marchesi direttore responsabile.
La società editrice era la "FCS Communications S.R.l.", posseduta e presieduta dall'imprenditore e giornalista Luca Simoni, che è stato anche direttore responsabile della testata. L'amministratore delegato, nonché rappresentante legale della società editrice era il fratello di Luca Simoni, Fausto, ex dirigente Enav, noto per aver rifiutato tangenti nel periodo dello scandalo Enav-Finmeccanica.
Nel 2018 l'agenzia è entrata in un periodo di crisi con la decisione, da parte dell'editore, di sospendere i pagamenti ai redattori. In luglio il Comitato di redazione ha proclamato uno sciopero, che si è protratto per sei mesi, fino al gennaio 2019.

Il 21 maggio 2019 il cda della società editrice ha deliberato la messa in liquidazione della società dal 1º luglio. L'ultima notizia pubblicata dall'agenzia ha la data del 1 agosto 2019.

## Sede
Il Velino ha avuto la propria sede storica in via del Tritone fino al 2014. Successivamente gli uffici e la redazione hanno traslocato nel quartiere di Montespaccato, nella periferia Ovest di Roma. Possedeva inoltre uffici a Milano, Napoli, Lamezia Terme, Palermo e Bruxelles.

## Organizzazione
Nel periodo di maggiore espansione hanno lavorato al Velino circa 60 tra giornalisti professionisti, pubblicisti e collaboratori sparsi nel mondo. La redazione, oltre al notiziario quotidiano, realizzava una serie di newsletter quotidiane e settimanali sui temi della politica interna ed internazionale, dell'economia, della sanità, dell'agroalimentare, dell'ambiente, dei viaggi, della cultura e dello spettacolo. Ha avuto corrispondenti in Italia e all'estero. Per un breve periodo ha pubblicato notiziari in lingua inglese.
Le notizie venivano trasmesse on-line in tempo reale dalle otto del mattino fino al termine della giornata politica attraverso il sito Internet dell'agenzia cui si accedeva per mezzo di una password personale.

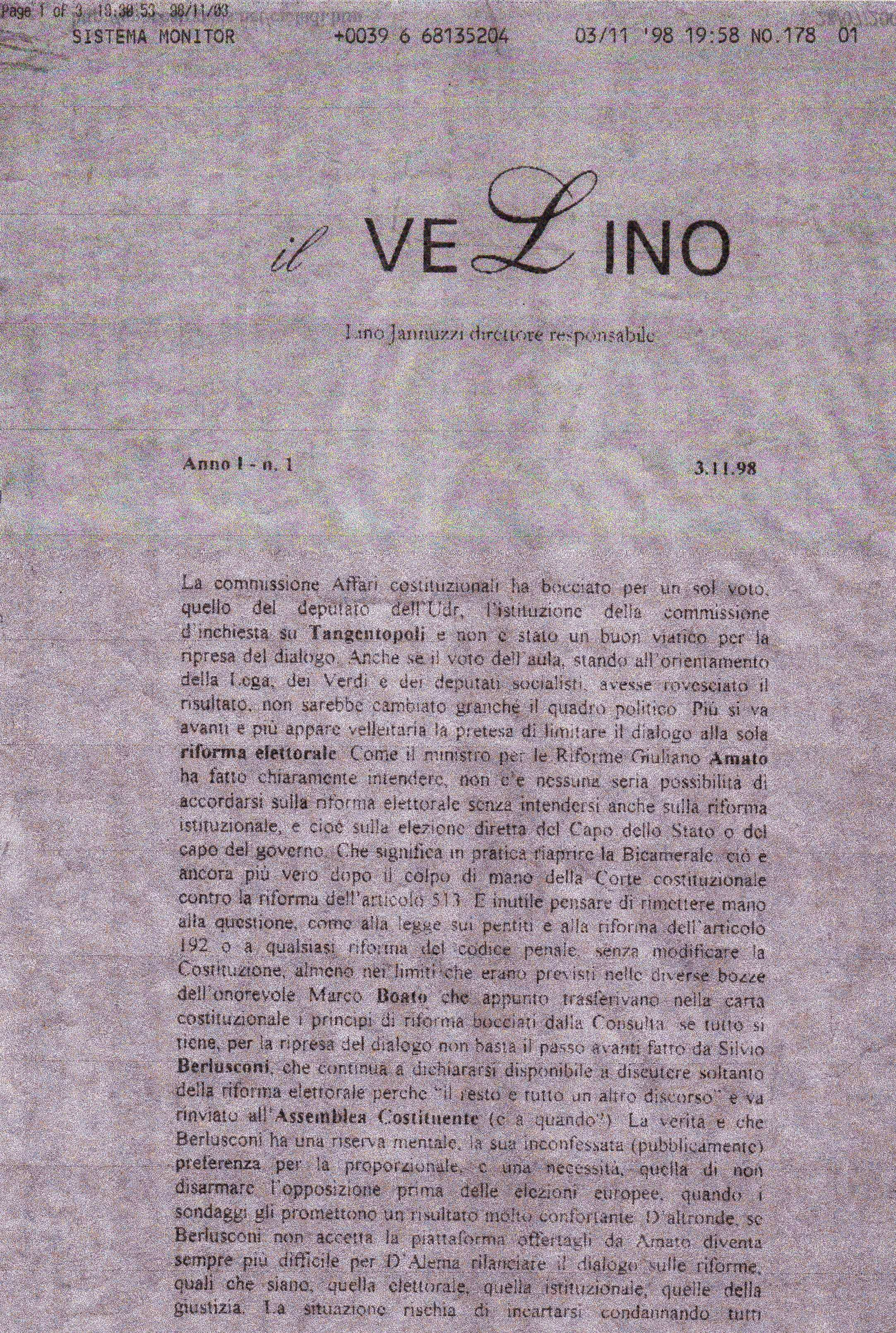
Il primo dispaccio del Velino, inviato via fax

## Diffusione
La diffusione, oltre che dai diversi canali tematici presenti sul sito, era garantita dai maggiori sistemi telematici dedicati alle notizie: Telpress, Telecom e Datastampa, che giungono sui monitor delle principali testate giornalistiche, delle istituzioni, dei sindacati, dei partiti, delle forze di polizia, delle grandi aziende. Le newsletter per gli abbonati raggiungevano i destinatari per posta elettronica. L'accesso all'area riservata permetteva di utilizzare il sistema di archiviazione elettronica dell'agenzia aggiornato 24 ore su 24.

## Direttori
- Lino Jannuzzi (1998)
- Roberto Chiodi (1999-2002)
- Roberto Fontolan (2003-2006)
- Stefano de Andreis (2006-2007)
- Daniele Capezzone (2007-2009)
- Maurizio Marchesi (2009-2010)
- Vittorugo Mangiavillani (2010-2011)
- Ottorino De Sossi (2011)
- Luca Simoni (2012)
- Paolo Pollichieni (2013)
- Tullio Camiglieri (2013-2014)
- Luca Simoni (2015-2019)